# 日特尼克·贝洛
日特尼克·贝洛（匈牙利語：Zsitnik Béla，1924年12月17日—2019年1月12日），匈牙利男子赛艇运动员。他曾代表匈牙利参加1948年、1952年和1960年夏季奥林匹克运动会赛艇比赛，获得一枚铜牌。